# Hypsocephalus
Hypsocephalus is een geslacht van spinnen uit de familie hangmatspinnen (Linyphiidae).

## Soorten
De volgende soorten zijn bij het geslacht ingedeeld:
- Hypsocephalus huberti (Millidge, 1975)
- Hypsocephalus nesiotes (Simon, 1914)
- Hypsocephalus paulae (Simon, 1918)
- Hypsocephalus pusillus (Menge, 1869)